# Horîțea, Mena
Horîțea (în ucraineană Гориця) este un sat în comuna Loknîste din raionul Mena, regiunea Cernihiv, Ucraina.

## Demografie
Componența lingvistică a localității Horîțea
     Ucraineană (95,28%)
     Rusă (4,72%)
Conform recensământului din 2001, majoritatea populației localității Horîțea era vorbitoare de ucraineană (95,28%), existând în minoritate și vorbitori de rusă (4,72%).